# Ctenotus serventyi
Ctenotus serventyi este o specie de șopârle din genul Ctenotus, familia Scincidae, descrisă de Storr 1975. Conform Catalogue of Life specia Ctenotus serventyi nu are subspecii cunoscute.